# Кочкін Михайло Андрійович
Миха́йло Андрі́йович Ко́чкін (* 22 травня (4 червня) 1908, село Кленове — згодом Оричівський район Кіровської області — † 6 листопада 1980, Ялта) — український ґрунтознавець радянських часів, 1956 — доктор наук, 1961 — професор, 1962 — заслужений діяч науки УРСР. Нагороджений орденом Жовтневої революції, двома орденами «Знак пошани».

## Життєпис
В 1922—1928 роках працював по селах Уралу та Західного Сибіру. Як сількор газети «Вятське село» 1928 року прийнятий на робфак при Вятському сільськогосподарському технікумі. 1930 року поступає у Вятський ветеринарно-зоотехнічний інститут, 1932 року переводиться до Горького.
1934 року закінчив Горьківський сільськогосподарський інститут. В 1934—1937 роках проводить дослідження ґрунтів Верхошижемського району Кіровської області. В 1937—1941 роках працював у Казанському сільськогосподарському інституті — асистентом, згодом доцентом.
Учасник Другої світової війни — з 1941 по 1945 роки: закінчив Центральну школу НКВД, був оперативним працівником штабу армії, згодом — в СМЕРШ корпусу. В березні 1945 контужений, вибув з діючих сил, за війну нагороджений 4 медалями.
В 1945—1948 роках працює у Кримському державному заповіднику ім. В. Куйбишева. Протягом 1948—1956 — у Кримському філіалі АН СРСР, вчений секретар, одночасно в 1950—1951 — в Кримському сільськогосподарському інституті.
У 1956—1958 роках працює в Українському НДІ ґрунтознавства, з 1958 по 1977 — директор Нікітського ботанічного саду в Ялті.
1959 року організовує в саду ґрунтово-кліматичний відділ досліджень.
Проводив дослідження з питань боротьби з водною ерозією ґрунту, генетичного та агрономічного ґрунтознавства, раціонального використання ґрунтів.
Підготував 11 кандидатів та 3 докторів наук.

### Деякі з його робіт
- 1957 — «Агроґрунтові групи Криму»,
- 1967 — «Ґрунти, ліси та клімат гірського Криму та шляхи їх раціонального використання», ВАСГНІЛ,
- 1970 — керівник авторського колективу — «Дослідження по фізіології, біохімії, цитології, ембріології та радіології рослин»
- 1977 — в редколегії — «Вивчення та запровадження у виробництво нових сортів плодових, декоративних та технічних рослин»